# بنتلی بروکلندز
بنتلی بروکلندز (به انگلیسی: Bentley Brooklands) خودرویی است که از سال ۱۹۹۲ تا ۱۹۹۸ و از ۲۰۰۸ تا ۲۰۱۱ توسط شرکت بنتلی در انگلستان تولید شده‌است. طراحی آن موتور جلو-محور عقب بوده‌است.
بنتلی بروکلندز کوپه نسخهٔ دو‌در کروکی با سقف سخت آزور است (که با بنتلی آرنیج مرتبط است). این خودرو که با تکنیک‌های سنتیِ «بدنه‌سازی سفارشی» و صنعت‌گری دستی در چوب و چرم و به‌صورت مونتاژ دستی و در تیراژ بسیار محدود تولید می‌شد، از نظر طراحی و رویکرد، جانشین واقعیِ کانتیننتال آر/تی کنار گذاشته‌شده به‌شمار می‌رود. مجموع تولید در طول عمر مدل به ۵۵۰ دستگاه محدود بود و تحویل‌ها از نیمهٔ نخست ۲۰۰۸ آغاز شد؛ این مدل سه سال بعد متوقف گردید.
بروکلندز با موتور V8 6.75 لیتریِ رولز-رویسِ دو‌توربوشارژ OHV تغذیه می‌شد که توانِ ۵۳۰ اسب‌بخار (۳۹۵ کیلووات) و گشتاورِ ۱,۰۵۰ نیوتن‌متر (۷۷۴ lb⋅ft) را تولید می‌کرد — بیشترین گشتاوری که تا آن زمان توسط یک موتور V8 بنزینی تولید انبوه ارائه شده بود (البته موتورهای دیزلی V8 گشتاور بیشتری داشتند). این خودرو در مجموعهٔ تلویزیونی تخت گاز در سری ۱۱ و با اجرای جرمی کلارکسون حضور یافت؛ به‌دلیل گشتاور بسیار بالا در اثر رانندگی طولانی و تهاجمی با خاموش‌بودن سیستم کنترل کشش، یکی از تایرهای خودرو در هنگام انجام «پاور‌اسلاید» پاره شد. بروکلندز می‌تواند در حدود ۵ ثانیه از صفر به ۶۰ مایل بر ساعت (۰–۹۷ km/h) دست یابد و بیشینهٔ سرعت آن در حدود ۲۹۶ km/h (۱۸۳٫۹ mph) گزارش شده است.
به‌عنوان گزینه، سیستم ترمز مرکب سرامیکیِ سیلیکون‌کربید تقویت‌شده با الیاف کربن (C/SiC) با دیسک‌های ترمز ۱۴ اینچی ساخت SGL Carbon (فقط همراه با رینگ‌های ۲۰ اینچی) عرضه می‌شد. بروکلندز دارای طراحی «بدون ستون» است و ستون B میان پنجرهٔ جلو و عقب در آن وجود ندارد.
وقتی مدل در سال ۲۰۱۱ بازنشسته شد، پایانِ استفاده از آخرین پلتفرم رولز-رویسِ Crewe را رقم زد و بدین‌طریق تاریخچهٔ آن پلتفرم قدیمی به پایان رسید.
مشخصات فنی برجسته:
- حداکثر توان: ۵۳۰ hp (۳۹۵ kW; ۵۳۷ PS) در ۴,۰۰۰ rpm
- حداکثر گشتاور: ۱,۰۵۰ N⋅m (۷۷۴ lbf⋅ft) در ۳,۲۵۰ rpm
- ۰–۶۰ mph (۰–۹۷ km/h): ۵٫۰ ثانیه
- ۰–۱۰۰ km/h (۰–۶۲ mph): ۵٫۳ ثانیه
- بیشینهٔ سرعت: ۲۹۶ km/h (۱۸۳٫۹ mph)

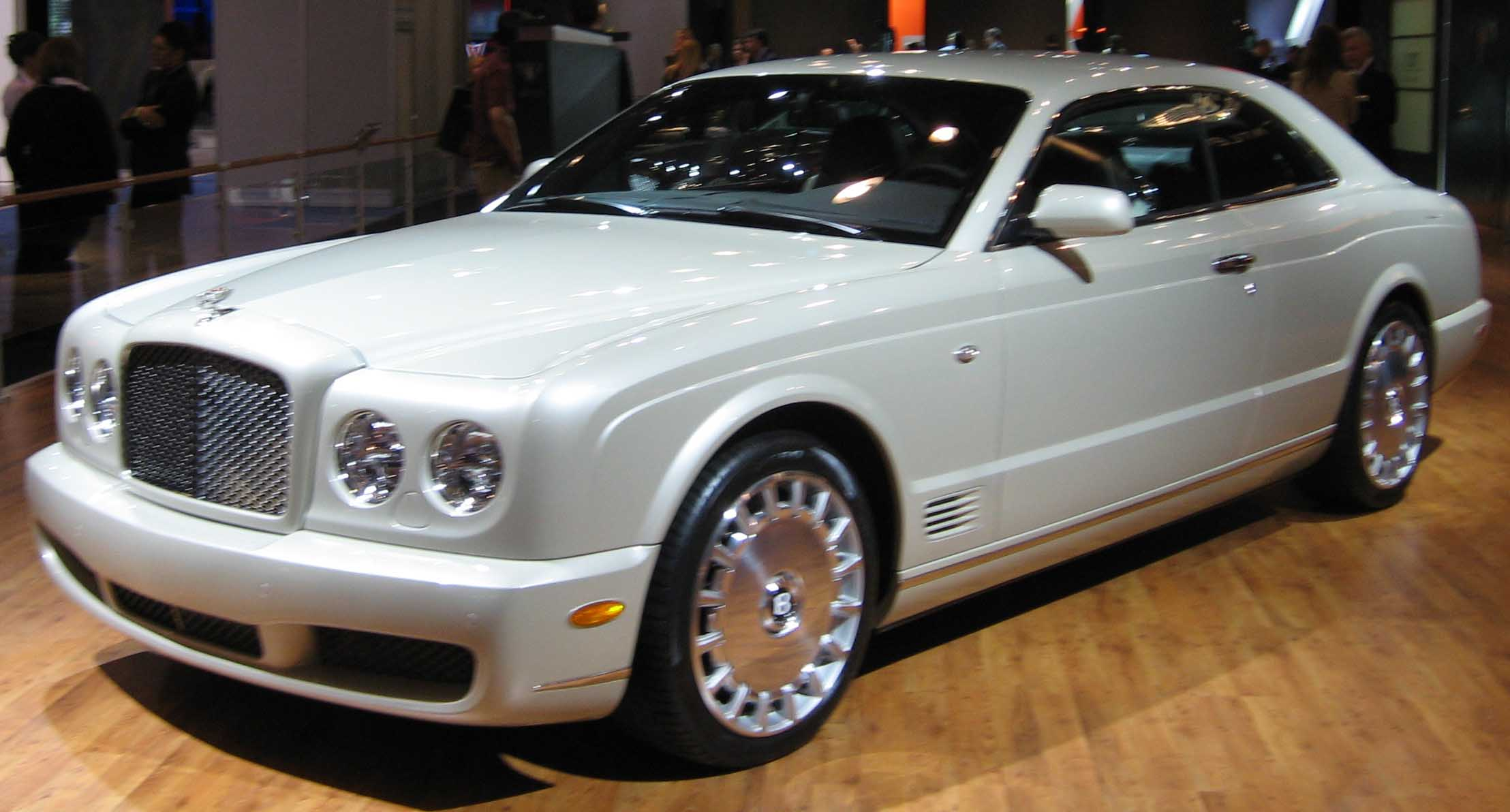
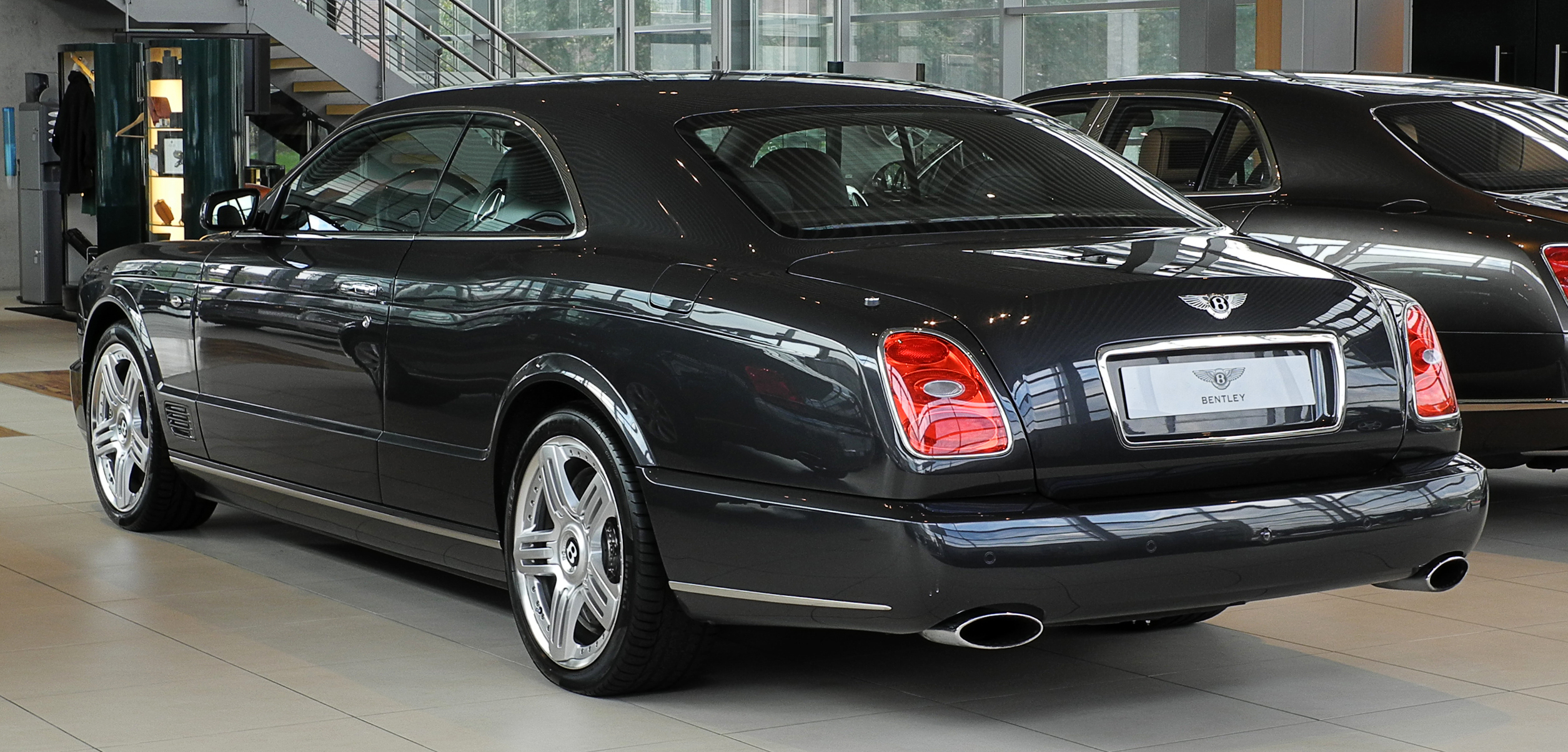
۰–۱۰۰ mph (۰–۱۶۱ km/h): ۱۱٫۷ ثانیه  - نمای عقب
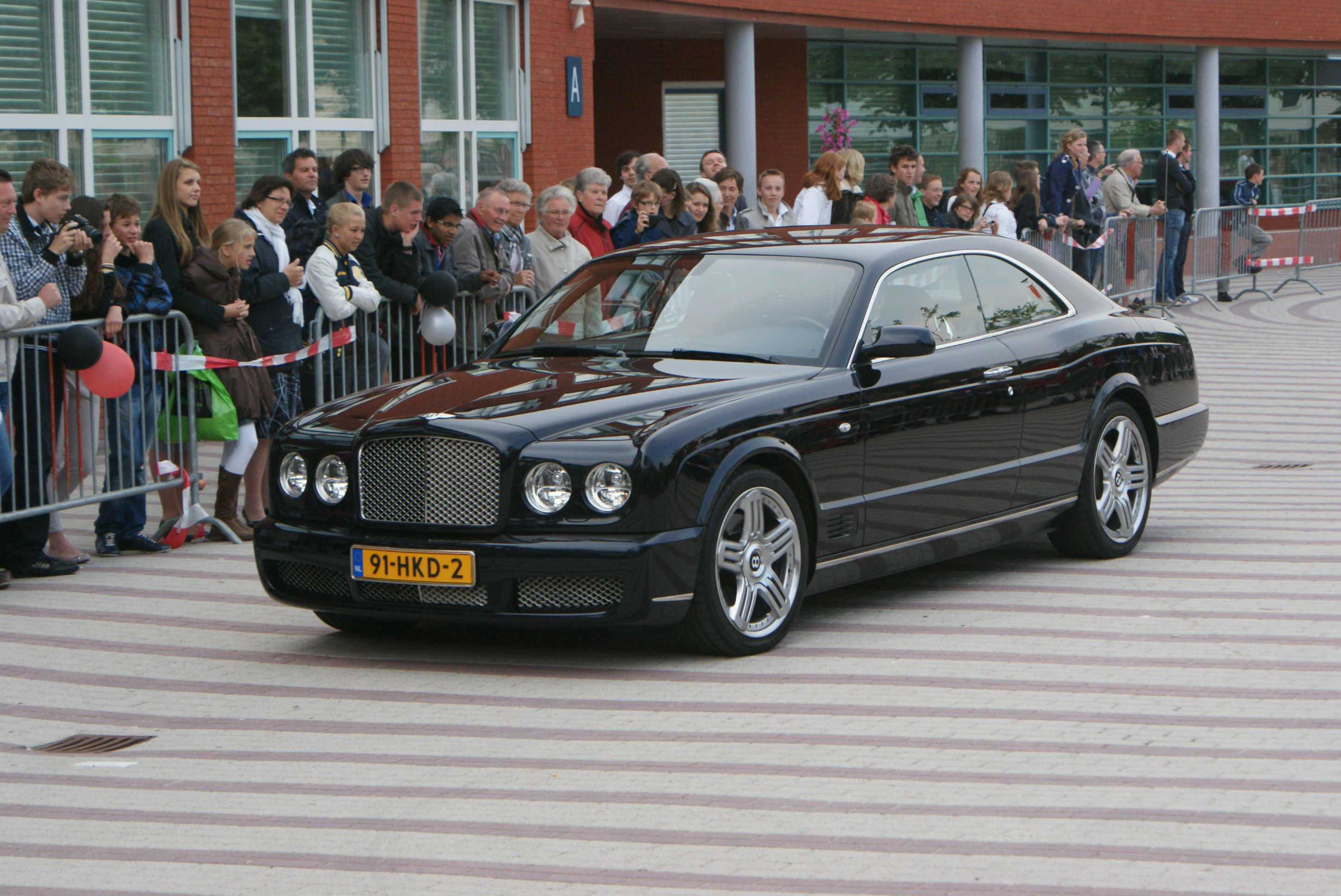
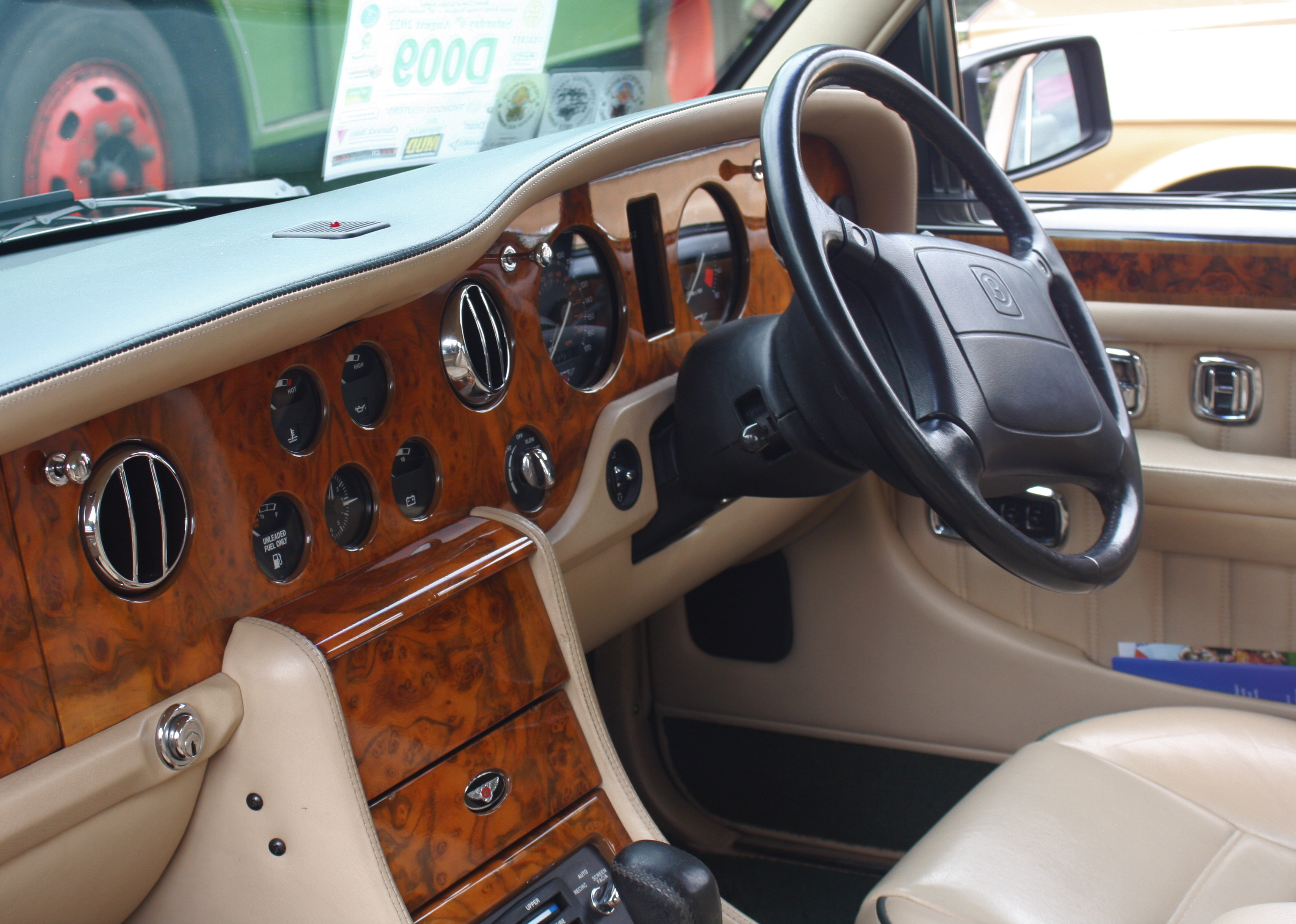
نمای داخل
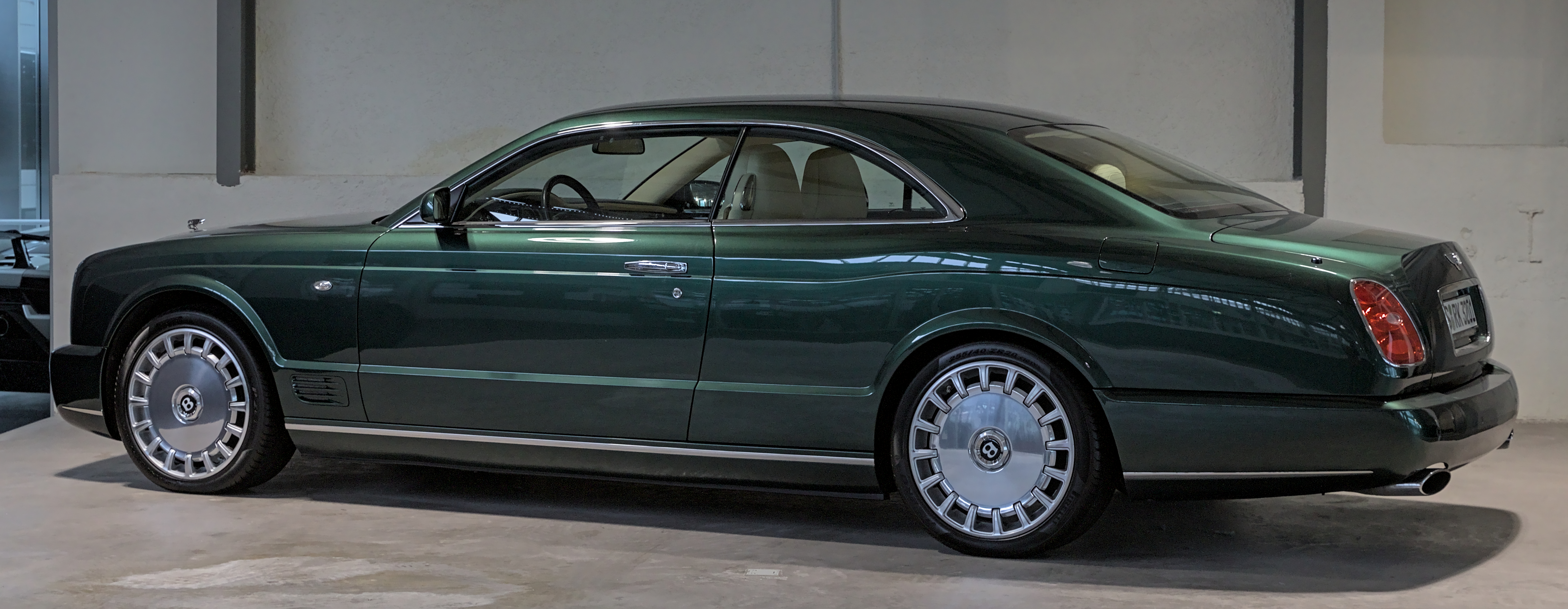
  - نمای داخل